# Johnson Aguiyi-Ironsi
General-bojnik Johnson Thomas Umunnakwe Aguiyi-Ironsi (Umuahia, 3. ožujka 1924. – Lalupon, 29. srpnja 1966.), nigerijski vojnik, političar i državnik, 2. predsjednik Nigerije.

## Rani život
Thomas Umunakkwe Ironsi rodio se u mjestu Umuahia, država Abia, jug Nigerije. Otac i majka nisu mu posvećivali pažnju, pa je jedno vrijeme živio sa sestrom, čiji je muž, njegov šurjak, imao veliki utjecaj na njegov život. Postao je očinska figura za kojom je Thomas čeznuo. Otuda ono Johnson u njegovu imenu. S 22 godine, protivno željama sestre pristupio je nigerijskoj vojsci.

## Vojna karijera
Kao vojnik, Thomas se iskazao kao dobar zapovjednik, pa je jedno vrijeme služio i u državi danas poznatoj kao Demokratska Republika Kongo.Nakon uspješno obavljenog zadatka koji mu jer bio postavljen, vratio se kući. Rastući nacionalizam donio je svoj plod u tome da je strani zapovjednik vojske odstupio, a Ironsi je dospio na tu poziciju.

## Pad Prve Republike
Iako sposoban, predsjednik Nnamdi Azikiwe, i njegovi premijeri nisu uspjeli smiriti tenzije koje su nastale.
Etnički i vjerski sukobi bili su neizbježni, jer je sjever Nigerije područje islama, a na jugu vlada kršćanstvo.
Nesposobnost civilne uprave da smiri strasti, zapalila je iskru pobune u vojsci. Izvršen je puč i to 16. siječnja 1966. godine.
Osmero najuglednijih civilnih političara je srušeno s vlasti, a neki su i ubijeni. Vlast preuzima Vrhovno vojno vijeće na čelu kojeg je Aguiyi-Ironsi. 

## Protu-udar i ubojstvo
Kako su na vlast došli pripadnici plemena Igbo, a ostali narodi su izvrgnuti represiji, počelo se sumnjati u zavjeru. Tome je pridonio i sam vođa Ironsi. On nije bio predsjednik, nego vojni vođa s juga zemlje. U vojsci je bio dobar, ali u politici se pokazao nesposobnim. Kap koja je prelila čašu bio je "Dekret broj 1" kojim se poništavalo federalističko uređenje zemlje, a uvodila se unitarna država.
Ironsi je abolirao i zločince koji su nakon udara poubijali pripadnike onih koji nisu bili iz naroda Igbo. Na dan puča, 29. srpnja 1966. Ironsi je boravio u kući upravitelja Zapadne Nigerije. Pred guvernerovu palaču došli su pripadnici naroda Fulani i Yoruba. On i guverner su skinuti dogola, bičevani i pretučeni, te su poginuli pod kišom metaka iz strojnice. Njihova tijela nađena su u šumi nakon nekoliko dana, a Yakubu Gowon dolazi na vlast.
Njegov sin je sadašnji ministar obrane.